# 263년

## 연호
- 위(魏) 경원(景元) 4년
- 촉(蜀) 경요(景耀) 6년 / 염흥(炎興) 원년
- 오(吳) 영안(永安) 6년

## 기년
- 위(魏) 원제(元帝) 4년
- 촉(蜀) 후주(後主) 41년
- 오(吳) 경제(景帝) 6년
- 신라(新羅) 미추 이사금(味鄒泥師今) 2년
- 고구려(高句麗) 중천왕(中川王) 16년
- 백제(百濟) 고이왕(古爾王) 30년

## 사건
촉이 세운지 43년 만에 유선이 위나라 등애에게 항복함 촉 멸망함.
- 음력 1월, 신라, 이찬 양부(良夫)에게 벼슬을 내려 서불한으로 삼고, 지내외병마사(知内外兵馬事)를 겸하게 했다.
- 음력 2월, 신라, 왕이 친히 국조묘(國祖廟)에 제사를 지내고, 크게 사면하였다. 돌아가신 아버지 구도(仇道)를 추봉(追封)하여 갈문왕으로 삼았다.

## 참고 문헌
- 김부식 (1145). 〈권02 미추 이사금 條〉. 《삼국사기》.